# Leonardo Martinez

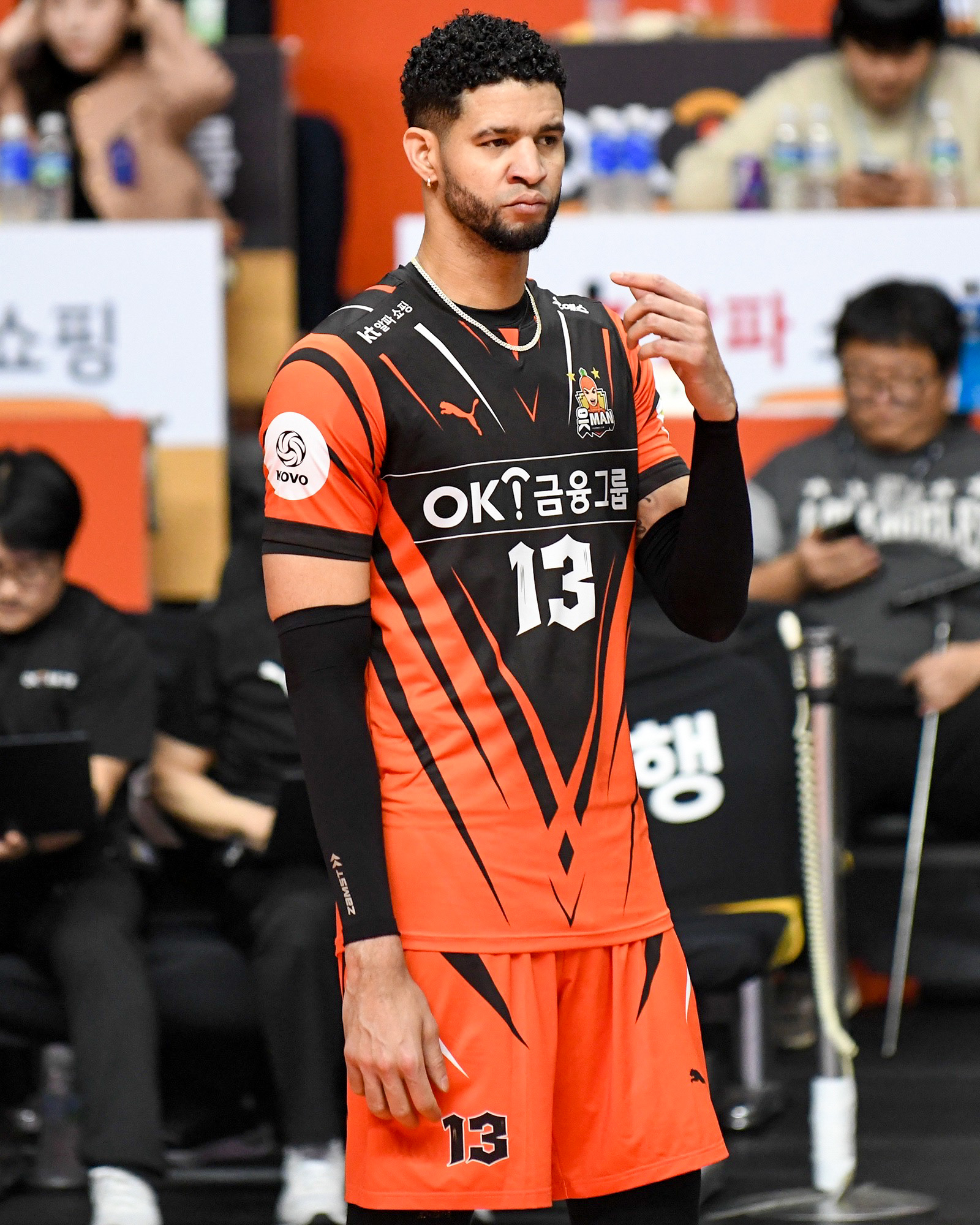
Leonardo Martinez

Leonardo Leyva Martinez (23 de Março de 1990) é um voleibolista cubano. Atualmente joga pelo Samsung Bluefangs Daejeon, da Coreia do Sul.
Em 2009, foi selecionado para disputar a Liga Mundial de volei.
Em 2013, ele entrou para a história do esporte ao marcar a maior pontuação individual em uma partida de volei, com 59 pontos (57 pontos de ataque, 1 de ace e 1 de bloqueio).

## Conquistas
- 2009 - Prata no Mundial Juvenil com a seleção cubana.
- 2011 - Campeão Nacional de Porto Rico com o time Cariduros de Fajardo
- 2013 - Campeão Nacional da Coreia do Sul com o Samsung Bluefangs Daejeon[4]

### Individuais
- 2012 - Melhor jogador estrangeiro da liga do qatar[5]
- 2013 - MVP da Liga Coreana de Voleibol[4].